# シュトゥットガルトSバーン
シュトゥットガルトSバーン（ドイツ語: S-Bahn Stuttgart）は、ドイツのシュトゥットガルトを中心とした路線を持つ都市近郊鉄道（Sバーン）である。路線網はシュトゥットガルトを中心にベーブリンゲン、エスリンゲン、ルートヴィヒスブルク、レムス＝ムル郡へと広がる。
1933年に運行開始した近郊電車網を発展させる形で整備されている。1971年に市街地へ乗り入れる地下線の建設が開始され、1978年の地下線開通によりSバーンとして開業した。

## 路線
各系統がシュトゥットガルト中央駅から中心部を東西方向に連絡する地下線を経由する。中央駅の地上ホームは北東方向からのみ発着可能な頭端式ホームであり、Sバーンはこの地下に通過式のホームを設置して中心部へ乗り入れている。この路線形態はミュンヘンSバーンやライン＝マインSバーンでも採用されている。
各系統の運行形態は閑散時30分間隔、ラッシュ時15分間隔となる。S3系統はシュトゥットガルト空港へ乗り入れ、S1、S2、S3の各系統がシュトゥットガルト大学のファイインゲン・キャンパスへの最寄り駅を経由している。
| 系統 | 運行経路 | 初開業日      | 距離  | 戸籍上の路線 |
| ---- | --- | ------------- | ----- | --- |
| S 1  | キルヒハイム - ベンドリンゲン - プロヒンゲン - エッスリンゲン - バート・カンシュタット - シュトゥットガルト中央駅 - シュヴァープ街 - ファイヒンゲン - ロール - ボェーブリンゲン - ヘレンベルク              | 1978年10月1日 | 71 km | テク線、プロヒンゲン - テュービンゲン線、フィルス谷線、シュトゥットガルト地下連結線、シュトゥットガルト - ホルプ線                                                              |
| S 2  | ショルンドルフ - ヴァイブリンゲン - バート・カンシュタット - シュトゥットガルト中央駅 - シュヴァープ街 - ファイヒンゲン - ロール - ラインフェルデン - シュトゥットガルト空港・見本市 - フィルダーシュタット | 1981年9月27日 | 57 km | シュトゥットガルト - ネルトリンゲン線、フィルス谷線、シュトゥットガルト地下連結線、シュトゥットガルト - ホルプ線、シュトゥットガルト・ロール - フィルダーシュタット線           |
| S 3  | バックナング - ヴァイブリンゲン - バート・カンシュタット - シュトゥットガルト中央駅 - シュヴァープ街 - ファイヒンゲン - ロール - ラインフェルデン - シュトゥットガルト空港・見本市                          | 1981年9月27日 | 50 km | ムル谷線、シュトゥットガルト - ネルトリンゲン線、フィルス谷線、シュトゥットガルト地下連結線、シュトゥットガルト - ホルプ線、シュトゥットガルト・ローア - フィルダーシュタット線 |
| S 4  | シュヴァープ街 - シュトゥットガルト中央駅 - ツペンハウゼン - ルートヴィヒスブルク - マルバッハ (ネッカー) - キルヒベルク (ムル) - バックナング                                                              | 1980年9月28日 | 41 km | シュトゥットガルト地下連結線、フランケン線、バックナング - ルートヴィヒスブルク線                                                                                               |
| S 5  | シュヴァープ街 - シュトゥットガルト中央駅 - ツペンハウゼン - ルートヴィヒスブルク - ビーティクハイム＝ビシンゲン                                                                                            | 1978年10月1日 | 26 km | シュトゥットガルト地下連結線、フランケン線 |
| S 6  | シュヴァープ街 - シュトゥットガルト中央駅 - ツペンハウゼン - ディツィンゲン - レオンベルク - レニンゲン - ヴァイル・デア・シュタット                                                                        | 1978年10月1日 | 35 km | シュトゥットガルト地下連結線、フランケン線、ヴュルテンベルク・シュヴァルツヴァルト線                                                                                            |
| S 60 | シュヴァープ街 - シュトゥットガルト中央駅 - ツペンハウゼン - レオンベルク - レニンゲン - マイヒンゲン - ボェブリンゲン                                                                                      | 2010年6月14日 | 45 km | シュトゥットガルト地下連結線、フランケン線、ヴュルテンベルク・シュヴァルツヴァルト線、ランクバッハ線                                                                            |
| S 62 | ツペンハウゼン - ディツィンゲン - レオンベルク - ヴァイル・デア・シュタット |               | 26 km | ヴュルテンベルク・シュヴァルツヴァルト線 |

以下の特別列車はメルセデス＝ベンツ・アレーナでVfBシュトゥットガルトのホームゲームが行う場合およびシティートンネル改修工事の場合に運行される。
| 系統 | 運行経路 | 戸籍上の路線                                                                                                  | 備考                                       |
| ---- | --- | --- | ------------------------------------------ |
| S 11 | ネッカー公園 - バート・カンシュタット - シュトゥットガルト中央駅 - シュヴァープ街 - ファイヒンゲン - ロール - ボェーブリンゲン - ヘレンベルク                                                                  | フィルス谷線、シュトゥットガルト地下連結線、シュトゥットガルト - ホルプ線                                     | ベンツ・アレーナのサッカー競技             |
| S 12 | エッスリンゲン - バート・カンシュタット - ヴァイブリンゲン - ショルンドルフ | フィルス谷線、シュトゥットガルト - ネルトリンゲン線                                                           | シティートンネルおよび他の地上区間の工事   |
| S 15 | ビーティクハイム＝ビシンゲン - ルートヴィヒスブルク - フォイアーバッハ - ファイヒンゲン - ロール - ボェーブリンゲン - ヘレンベルク                                                                             | フランケン線、シュトゥットガルト - ホルプ線                                                                   | シティートンネルの工事                     |
| S 23 | バックナング - ヴァイブリンゲン - バート・カンシュタット - シュトゥットガルト中央駅 - ファイヒンゲン - ロール - ラインフェルデン＝エヒテルディングゲン - シュトゥットガルト空港・見本市 - フィルダーシュタット | ムル線、シュトゥットガルト - ネルトリンゲン線、シュトゥットガルト - ホルプ線、ロール - フィルターシュタット線 | シティートンネルの工事。地上の中央駅停車。 |
| S 30 | ファイヒンゲン - ロール - ラインフェルデン＝エヒテルディングゲン - シュトゥットガルト空港・見本市 | ムル線、シュトゥットガルト - ネルトリンゲン線、シュトゥットガルト - ホルプ線、ロール - フィルターシュタット線 | シティートンネルおよび他の地上区間の工事   |

現在、以下の近郊鉄道列車系統はシュトゥットガルトSバーンにより運営されている。
| 系統  | 運行経路                                                     | 運行間隔                               | 戸籍上の路線 | 備考                        |
| ----- | ------------------------------------------------------------ | -------------------------------------- | ------------ | --------------------------- |
| RB 11 | コルンヴェストハイム - ミュンスター - ウンターテュルクハイム | 通気時間帯運行（月曜日から金曜日まで） | シュスター線 | 電化路線（DB426形電車）     |
| RB 64 | キルヒハイム - デッティンゲン - オーバーレニンゲン           | 60分                                   | テク線       | 非電化路線（DB650形気動車） |

## 歴史

### 開通前段階

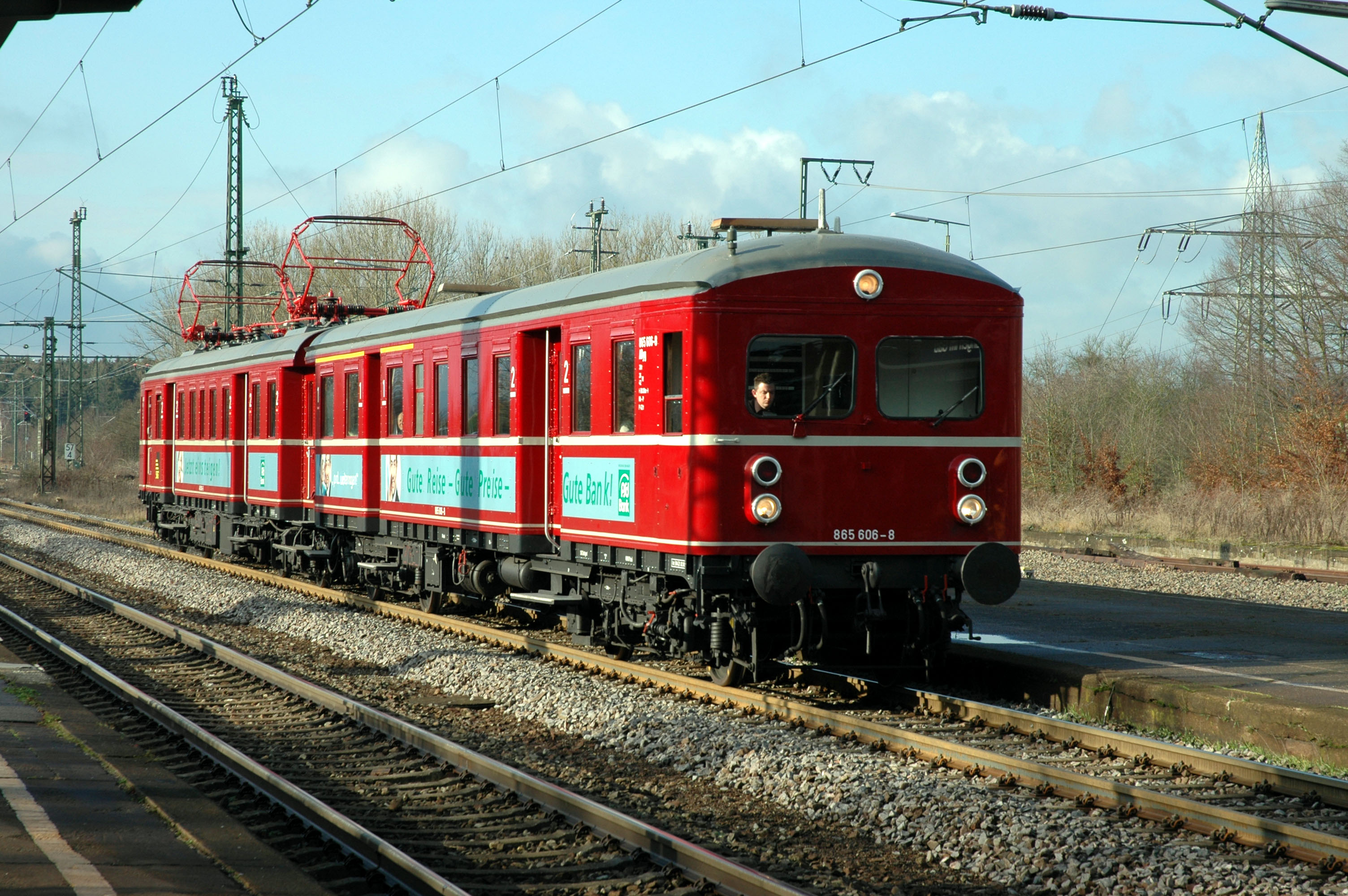
Sバーン開業前に使用されたET65形電車

シュトゥットガルト都市圏で電車を一定間隔で運行する通勤列車システムを定着する為に、1931年までシュトゥットガルト - エスリンゲン (ネッカー) 区間及びシュトゥットガルト - ルトヴィヒスブルク区間は複々線で改修され、その内二つの線路は通勤列車用だった。1933年5月15日遠距離列車線路及び通勤列車線路で電化が完了した。同年、ヴュルテンベルク王立鉄道の中央線に当たる、エッスリンゲン - シュトゥットガルト - ルードヴィヒスブルク区間で自体開発されたET65形電車 (のちの465形) が投入された。2次大戦の終戦以後別の通勤列車系統が加えられ、終着駅は中央駅の地上乗降場だった。通勤列車の運営は1978年9月30日まで保たれて、その時点でエッスリンゲン - シュトゥットガルト - ルードヴィヒスブルク区間は20分の運行間隔で運営された。
1930年にシュトゥットガルト市内中心部の地下線路の建設が最初に提案された。この計画案は2次大戦の終戦以後固められた。1920年代に中央駅が現在位置へ移転されたので、中央駅と市内の有利な連結の為にシティートンネル建設が計画された。その直後、ゴイ線との連結線敷設計画も受けられた。1960年代末から二つの計画案にSバーンの名がつけられた。一部の路面電車が地下鉄に転換された後で、Sバーンは市外の交通主要を優先的に満足せねばならなかった。それでバート・カンシュタット - ヴァイブリンゲン区間とルートヴィヒスブルク - ビーティクハイム区間は複々線で改修された。
1950年ドイツ連邦鉄道の本部 (Hauptverwaltung der Deutschen Bundesbahn、HDB) はシュトゥットガルト鉄道管理局 (Bundesbahndirektion Stuttgart) へSバーンの一般計画を依頼した。1955年鉄道管理局は本部へ最初の調査結果を提出して、1964年12月、市内線建設の提案は交通・土木・システム運営部門の調査結論としてHDBに出された。それでシュトゥットガルト鉄道管理局は市内線建設のプロジェクトを受注した。

### Sバーンの建設と開通
1968年12月3日バーデン・ヴュルテンベルク州とドイツ連邦鉄道は「連邦鉄道のネッカー中流地域で近郊旅客交通サービスを改善する方案 (Verbesserung der Bedienung des Personennahverkehrs im Mittleren Neckarraum durch die DB) 」に関する協定を締結した。その協定には中央駅 - ファイヒンゲン区間及び空港連結路線がそれぞれ企画された。土木工事費用の50%を連邦政府が、30%をバーデン・ヴュルテンベルク州が、残りの費用をシュトゥットガルト市と係る地方行政区域が負担することになった。
1971年中央駅とシュヴァープ街区間のトンネル区間のトンネル工事に関する最初の契約は締結された。同年7月、当時交通相のレーバーはシュトゥットガルト中央駅の現場で建設工事を主催した。1978年9月28日三つの終着駅からSバーン開通の慶祝式が開いた、市内の駅まで特別列車が運行された。およそ50万人がこの行事に9月30日まで参加して、三日後Sバーン列車の運行が正式に始まった。420形電車はプロヒンゲン車両基地に所属することになって、数量は開通当時に48編成だった。開業当時の路線は次のようになった。
- S1: プロヒンゲン - エッスリンゲン - バート・カンシュタット - シュトゥットガルト - シュヴァープ街
- S5: ルートヴィヒスブルク - ツフェンハウゼン - シュトゥットガルト - シュヴァープ街
- S6: 現在路線と同じ。

第二の建設契約は1975年締結され、中央駅と連結される、六つのSバーン路線を適合することを規律した。ルートヴィヒスブルク - ビーティクハイム区間は三線複線から複々線に、バート・カンシュタット - ヴァイブリンゲン区間は複線から複々線にそれぞれ改修された。第三の契約では主要内容はボェブリンゲン方面と空港方面のSバーン路線網の構築で、第一の工事契約で書かれたシティートンネルの延長も第三の契約の条項の一つだった。1980年9月28日ルートヴィヒスブルク - マルバッハ区間の改修で、S4系統が追加された。
- S4: マルバッハ - ルートヴィヒスブルク - ツフェンハウゼン - シュトゥットガルト - シュヴァープ街

1981年5月30日S5路線はルートヴィヒブルクからビーティクハイムに延伸された。Sバーンの第二次建設は終了して、S2系統及びS3系統が追加された。この年にSバーン路線網はフランケン線、レムス線、ムル谷線区間一部を合わせて、更に52 km増加した。
- S2: ショルンドルフ - グルンバッハ - ヴァイブリンゲン - バート・カンシュタット - シュトゥットガルト - シュヴァープ街
- S3: バクナング - ヴィネンデン - ヴァイブリンゲン - バート・カンシュタット - シュトゥットガルト - シュヴァープ街

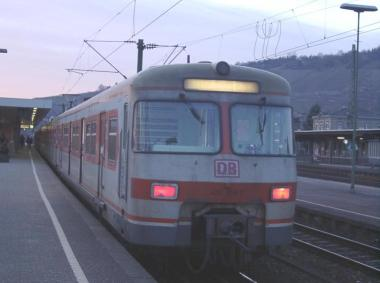
オレンジ色と薄い灰色で彩色した420形電車

シュヴァープ街駅の南の方向にシティートンネルが延伸された。延伸経路に関する論議の末に市内とシュトゥットガルト大学を直接連結する経路が決定された。シュトゥットガルト市内線はオェスターフェルト駅でゴイ線と合流して、ゴイ線はそこからシュトゥットガルト＝ロール駅まで複々線となっていて、Sバーン緩行線は中にる。1985年9月Sバーン列車の運行区間はボェブリンゲンまで開業された。
- S1: プロヒンゲン - エッスリンゲン - バート・カンシュタット - シュトゥットガルト - シュヴァープ街 - シュトゥットガルト大学 - ファイヒンゲン - ローア - ボェブリンゲン
- S2: ショルンドルフ - グルンバッハ - ヴァイブリンゲン - バート・カンシュタット - シュトゥットガルト - シュヴァープ街 - シュトゥットガルト大学 - ファイヒンゲン
- S3: バクナング - ヴィネンデン - ヴァイブリンゲン - バート・カンシュタット - シュトゥットガルト - シュヴァープ街 - シュトゥットガルト大学 - ファイヒンゲン

1989年5月28日S2系統はオーバーライヘン駅まで延伸され、S3列車もラッシュ時間帯で1編でそこまで運行された。
- S2: ショルンドルフ - グルンバッハ - ヴァイブリンゲン - バート・カンシュタット - シュトゥットガルト - シュヴァープ街 - シュトゥットガルト大学 - ファイヒンゲン - ロール - オーバーライヘン

1992年12月S1系統はヘレンベルク駅まで延伸された。
- S1: プロヒンゲン - エッスリンゲン - バート・カンシュタット - シュトゥットガルト - シュヴァープ街 - シュトゥットガルト大学 - ファイヒンゲン - ローア - ボェブリンゲン - ヘレンベルク

1993年4月18日S2系統とS3系統の延伸で、シュトゥットガルト空港はSバーン路線網で連結されることになった。
- S2: ショルンドルフ - グルンバッハ - ヴァイブリンゲン - バート・カンシュタット - シュトゥットガルト - シュヴァープ街 - シュトゥットガルト大学 - ファイヒンゲン - ロール - オーバーライヘン - シュトゥットガルト空港

1993年初数日の間ほとんどの列車が運行不能となって、それはSバーンの歴史上唯一なできことだった。1993年3月にシュヴァープ街の終端ループ線で、電線火災は線路研磨作業の間に飛ぶスパークと推測される原因で起きた。そこで加えて終端ループ線で車輪の磨耗で列車の脱線する危険も存続した。同年4月19日にシュトゥットガルト鉄道管理局は列車運行を中止させた。数週間後その原因が車輪用潤滑油だったと判明した。

### 2000年代以後の動向

#### Sバーンの拡張
2001年9月29日空港 - フィルダーシュタット区間がトンネルとして開業され、S2系統の電車は現在まで運行されている。2008年7月23日にS1系統延伸の改修工事が始まって、2009年12月S1系統はプロヒンゲン - ヴェンドリンゲン - キルヒハイム (テク) 区間まで延伸された。
2010年6月14日S60系統はボェブリンゲン - マイヒンゲン区間の改修完了の以後、新設された。
- S60: ボェブリンゲン - マイヒンゲン

2012年12月8日マルバッハ - バクナング区間の電化でS4系統はマルバッハまで延伸された。同時にマイヒンゲン - レニンゲン区間がSバーン路線網に統合され、S60系統はS6系統と接続することになった。S11系統は2部ブンデスリーガの2016-2017シーズンからS1の補助路線として導入された。
2022年9月12日に急行S62系統が新設されて、シュヴァルツヴァルト線ヴァイル - カルプ間の復活とともにカルプまで延長される予定である。

#### シュトゥットガルト21と列車運行システム
2010年5月1日から6月19日まで、また8月初に中央駅と連結されるトンネル斜面で工事が行われ、いくつかの週末に地下区間が封鎖された。シュトゥットガルト21の計画案によれば、シティートンネルはミットナッハト街に延長される予定である。プロジェクトの計画錯誤によって、信号装置の変化で1978年から存続した、信号機の特別承認が消滅した。それでシティートンネルでの運行は2010年6月から2011年1月まで制限された。
2013年夏からSバーン列車の定時性が悪化され、緑の党と社民党の協約によって、同年10月シュトゥットガルトの地域議会で交通委員会が特別会議で召集された。会議にはDBレギオ、DBネッツ、DB駅務とサービス及び電車製造会社のボンバルディア、担当運輸連合のVVSが参加した。列車遅延の主要原因は新型電車の出入り口システムの欠陥、鉄道インフラ施設の頻繁な故障、施設物の改修作業、第三者による施設物の損傷などと判明した。
2015年列車制御システムとしてETCSレベル2を主要幹線 (Stammstrecke) に設置するのは既に構想された。2016年10月ドイツ鉄道は2015年末発表した研究結果でETCSを提案し、交通委員会はETCSレベル2の導入を進むのを満場一致で決定した。

## 車両
2017年現在、423形と430形が使用されている。1978年のSバーン開業時に導入された420形は、2016年に運用を終了した。

歴代の電車
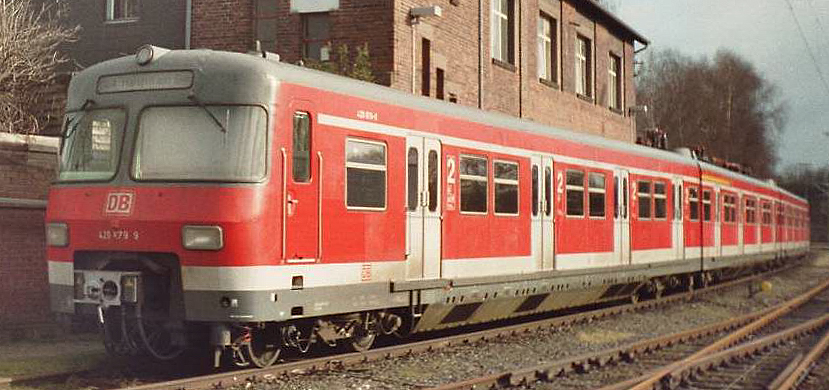
420形電車
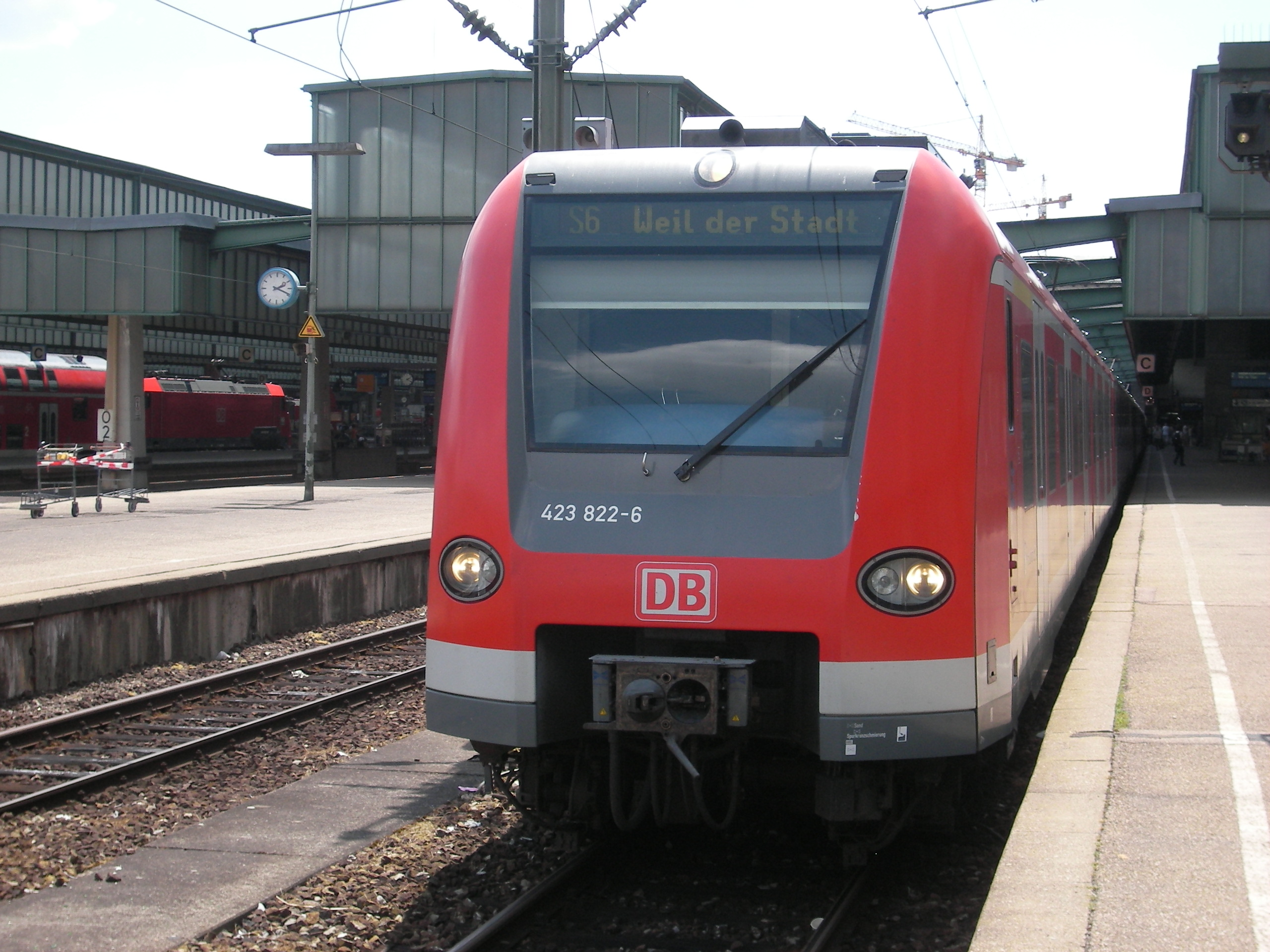
423形電車
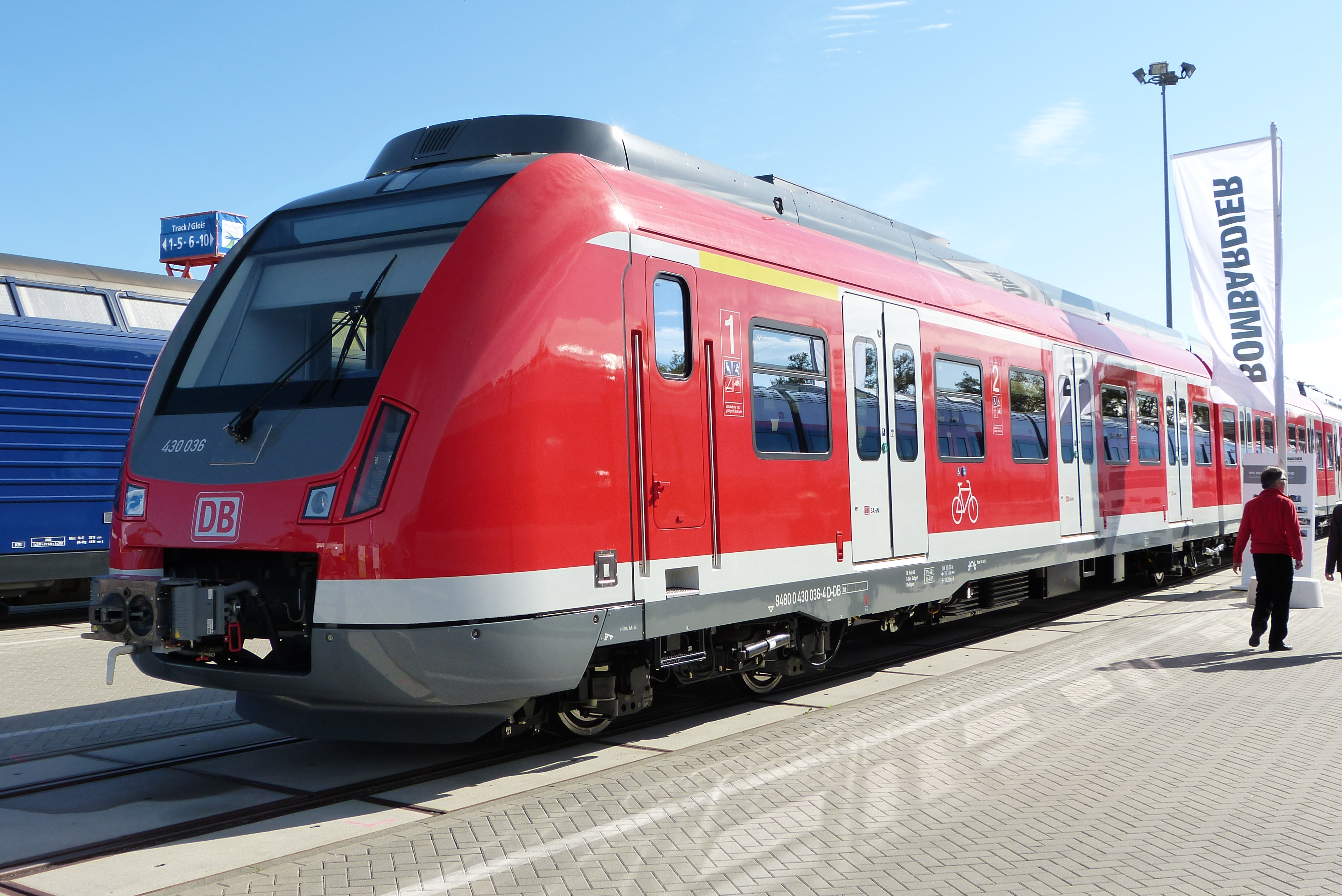
430形電車